# Gepivoteerde isogonale kubische kromme
Een gepivoteerde isogonale kubische kromme is een type gepivoteerde isokubische kromme. De kromme wordt bepaald door de isogonale verwantschap en een vast punt {\displaystyle P}, de pivot.
Soms wordt het een zelfisogonale kubische kromme gebruikt, maar dat is verwarrend, omdat er ook andere kubische krommen bestaan die invariant zijn onder isogonale verwantschap.

## Coördinaten
In barycentrische coördinaten is voor een driehoek met zijdes {\displaystyle a,b} en {\displaystyle c}, de vergelijking van de gepivoteerde isogonale kubische kromme met pivot {\displaystyle P=(u:v:w)} gegeven door
{\displaystyle {\mathcal {K}}:ux(c^{2}y^{2}-b^{2}z^{2})+vy(a^{2}z^{2}-c^{2}x^{2})+wz(b^{2}x^{2}-a^{2}y^{2})=0}.

## Eigenschappen
- De punten {\displaystyle A,B,C,P,P'}, de hoekpunten van de ceva-driehoek van {\displaystyle P} en de ingeschreven en aangeschreven cirkels liggen op {\displaystyle {\mathcal {K}}}.
- De raaklijnen aan {\displaystyle {\mathcal {K}}} in {\displaystyle A,B} en {\displaystyle C} gaan door één punt.